# زهرة البحرية
قرية زهرة البحرية هي إحدى القرى التابعة لمركز دمنهور في محافظة البحيرة في جمهورية مصر العربية. حسب إحصاءات سنة 2006، بلغ إجمالي السكان في زهرة البحرية 2877 نسمة، منهم 1481 رجل و1396 امرأة.

## التاريخ
قرية زهرة البحرية من القرى القديمة، حيث وردت باسم «زهرا» في أعمال حوف رمسيس ضمن قرى الروك الصلاحي التي أحصاها ابن مماتي في كتاب قوانين الدواوين، كما وردت باسم «زهرة» في أعمال البحيرة ضمن قرى الروك الناصري التي أحصاها ابن الجيعان في كتاب «التحفة السنية بأسماء البلاد المصرية». وفي العصر العثماني وردت باسم «زهرة» في التربيع العثماني الذي أجراه الوالي العثماني سليمان باشا الخادم في عصر السلطان العثماني سليمان القانوني ضمن قرى ولاية البحيرة، وفي تاريخ 1228هـ/1813م الذي عدّ قرى مصر بعد المسح الذي قام به محمد علي باشا باسم «زهرة البحرية» ضمن قرى مديرية البحيرة. بعد فصل قرية زهرة القبلية عنها سنة 1228هـ/1813م، صارت البلدة القديمة تُعرف بـ «زهرة البحرية».